# بحران ۲۰۲۱ اسرائیل و فلسطین
بحران ۲۰۲۱ اسرائیل و فلسطین که با نام انتفاضهٔ وحدت نیز شناخته می‌شود، درگیری‌های خشونت باری بود که بین معترضان فلسطینی و پلیس اسرائیل بر سر حکم از طرف دادگاه عالی اسرائیل در خصوص بیرون راندن فلسطینیان از شیخ جراح، بیت‌المقدس شرقی درگرفت. اعتراضات از ۶ مه آغاز گردیده بود و ۴ روز بعد به یک جنگ تمام عیار تبدیل شد که به مدت ۱۱ روز تا تاریخ ۲۱ مه ادامه یافت و با آتش‌بس پایان یافت. این درگیری‌ها، که با شب قدر و روز اورشلیم همزمان شد، به زخمی شدن بیش از ۳۰۰ نفر، که اکثر آنان غیرنظامیان فلسطینی و اسرائیلی بودند، منجر شد. این بحران باعث اعتراضات در سراسر جهان و همچنین واکنش های رسمی رهبران جهان شد.
خشونت‌ها با محکومیت بین‌المللی همراه بوده و برای کاهش تنش‌ها، تاریخ اعلام حکم دادگاه عالی به مدت سی روز به تعویق افتاده‌است. در ۹ مهٔ و پس از آن که فلسطینیان مستقر در حرم شریف به جمع‌آوری سنگ و ابزار آتش‌بازی پرداختند، پلیس اسرائیل پیش از برگزاری یک راهپیمایی از سوی یهودیان ملی‌گرا که بعدتر لغو شد، به مسجدالاقصی یورش برد.
تا ۱۶ مه در پی حملات هوایی ارتش اسرائیل، حدود ۹۵۰ حمله هدفمند، به طور کامل یا جزئی تخریب شد: ۱۸ ساختمان، از جمله چهار برج بلند. ۴۰ مدرسه و ۴ بیمارستان به طور کامل یا جزئی تخریب شد. همچنین اردوگاه پناهندگان الشاطی مورد حمله قرارگرفت. علاوه بر این، حداقل ۱۹ مرکز پزشکی در اثر بمباران اسرائیل آسیب دیده یا ویران شدند  تا ۱۷ مه، سازمان ملل تخمین زد که حملات هوایی اسرائیل ۹۴ ساختمان را در غزه ویران کرده است که شامل ۴۶۱ واحد مسکونی و تجاری از جمله ارتفاعات الجلاء (دفاتر مرکزی آسوشیتدپرس، الجزیره و سایر رسانه های خبری) می‌شود.
حماس، گردان‌های عزالدین قسام و جهاد اسلامی فلسطین با موشک و راکت شهرهای حساس اسرائیل از جمله تل آویو؛ حیفا؛ اشدود و چند مرکز نظامی را مورد هدف قرار دادند.

## پیش زمینه

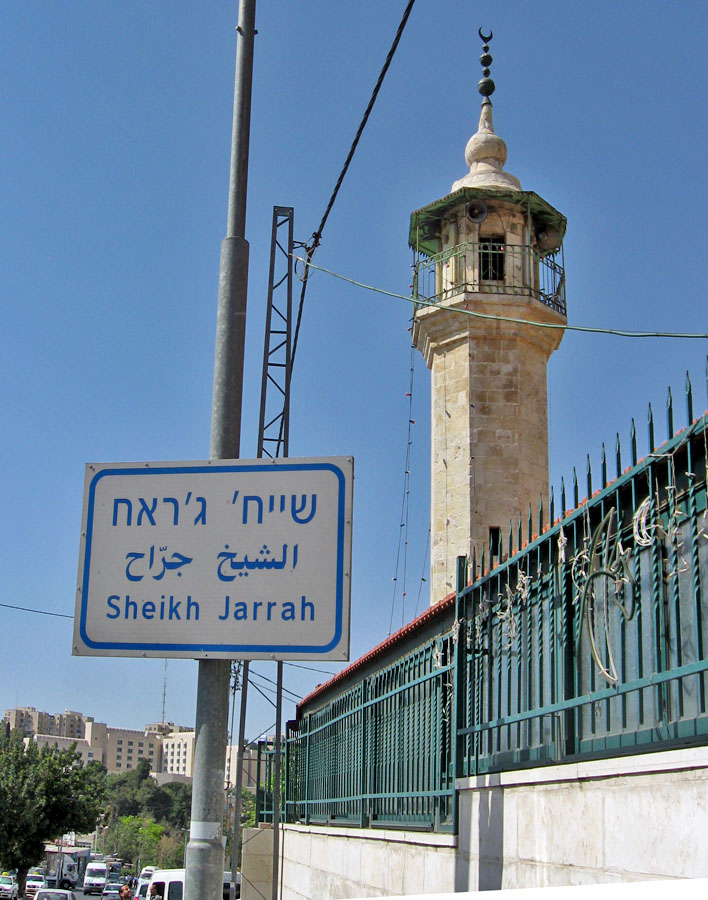
نمای مناره مسجدی در محله شیخ جراح

منطقه شیخ جراح، نوادگان پناهندگانی را که در یافا و حیفا در سال ۱۹۴۸ اخراج یا آواره شده بودند، در خود جای داده است. امروزه حدود ۷۵ خانواده فلسطینی در این سرزمین مورد مناقشه زندگی می کنند. در حال حاضر، بیش از ۱۰۰۰ فلسطینی که در سراسر اورشلیم شرقی زندگی می‌کنند، ممکن است اخراج شوند. قوانین اسرائیل به مالکان زمین‌های اسرائیلی اجازه می دهد تا نسبت به زمین هایی در بیت‌المقدس شرقی که قبل از سال ۱۹۴۸ مالکیت داشتند، ادعا کنند، به جز مواردی که توسط دولت اردن مصادره شده است. جامعه بین المللی بیت‌المقدس شرقی را سرزمین فلسطین می داند که تحت اشغال اسرائیل است و دفتر کمیساریای عالی حقوق بشر سازمان ملل متحد (OHCHR) از اسرائیل خواسته است تا اخراج اجباری فلسطینی ها از شیخ جراح را متوقف کند و گفته است که این اقدام ناقض قوانین بین المللی است که انتقال غیرنظامیان به داخل یا خارج از سرزمین های اشغالی توسط قدرت اشغالگر را ممنوع می‌کند. سخنگوی کمیساریای عالی حقوق بشر سازمان ملل متحد گفت که چنین انتقالاتی ممکن است "جنایت جنگی" باشد. سازمان‌های حقوق بشری از تلاش‌های اسرائیل برای بیرون راندن فلسطینی‌ها از شیخ جراح انتقاد کرده‌اند و دیده‌بان حقوق بشر با انتشار بیانیه‌ای اعلام کرد که حقوق متفاوت بین فلسطینی‌ها و یهودیان ساکن بیت‌المقدس شرقی "تاکید بر واقعیت آپارتایدی است که فلسطینیان در اورشلیم شرقی با آن روبرو هستند."
در پی حکم دادگاه عالی اسرائیل که چند خانواده فلسطینی در محله شیخ جراح باید خانه‌های خود را ترک و به اسرائیل تحویل دهند اعتراضات در مناطق مختلف فلسطین از ۶ مه آغاز شد. بین ۱۰ تا ۱۴ مه، نیروهای امنیتی اسرائیل به حدود ۱۰۰۰ معترض فلسطینی در بیت المقدس شرقی آسیب رساندند.

## روز شمار نبرد
- روز اول (دوشنبه ۱۱ مه)

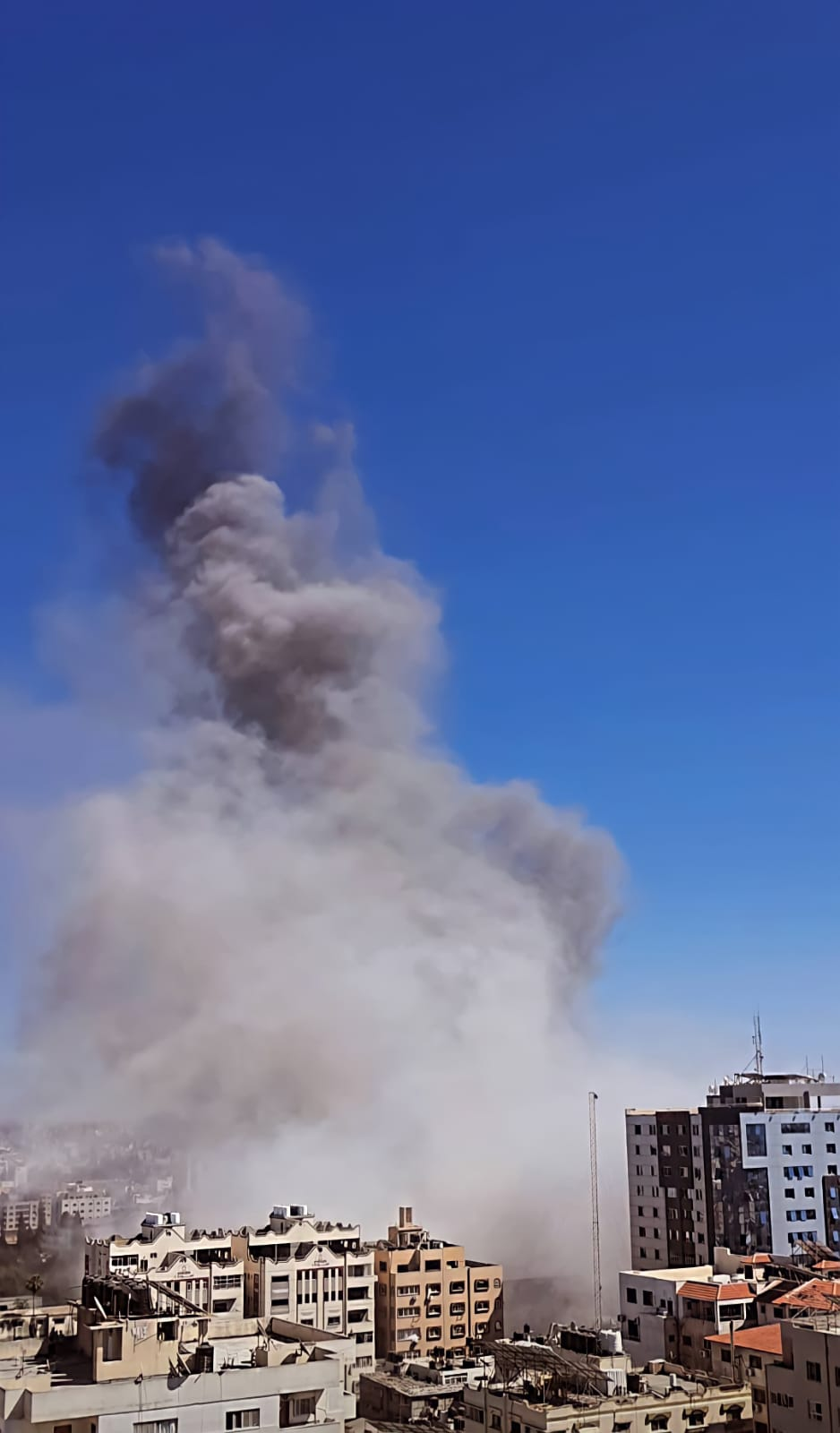
تخریب برج الجلاء، دفتر مرکزی خبرگزاری آسوشیتدپرس و الجزیره در فلسطین، توسط ارتش اسرائیل، ۱۵ مه ۲۰۲۱

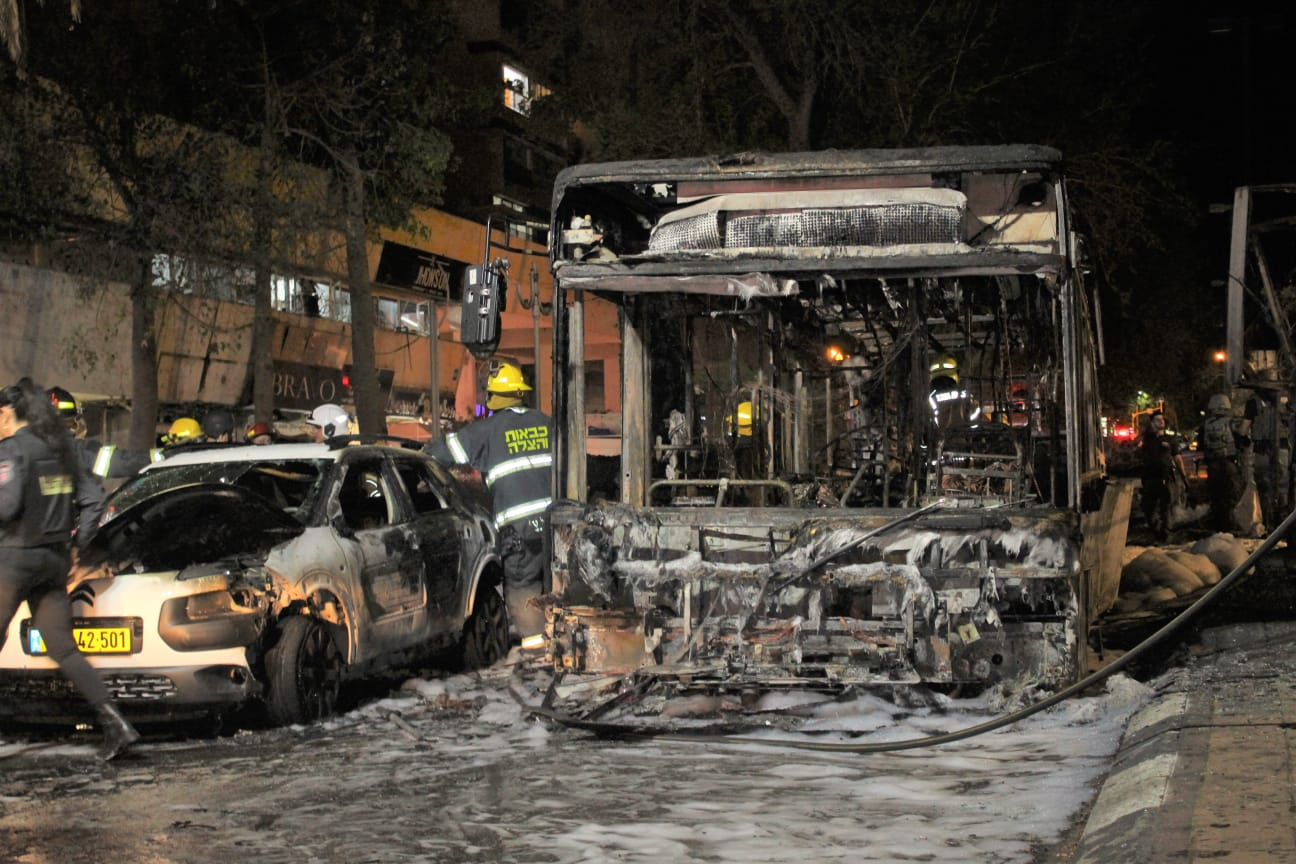
بقایای اتوبوس و ماشین در هولون، اسرائیل، پس از حمله راکتی حماس، ۱۱ مه ۲۰۲۱

تنش میان اسرائیل و فلسطینیان در روزهای اخیر به طرز خطرناکی بالا گرفته‌است. دوشنبه شب ۱۱ مه (۲۰ اردیبهشت) شبه‌نظامیان فلسطینی در نوار غزه حمله موشکی به اسرائیل را آغاز کردند. اسرائیل نیز به تلافی اهدافی در نوار ساحلی غزه را که توسط حماس کنترل می‌شود، مورد حمله هوایی قرار داد.
وزارت بهداشت در غزه از کشته شدن ۲۲ نفر خبر داده که ۹ نفرشان کودک بوده‌اند. گفته می‌شود که یکی از فرماندهان حماس نیز جزو کشته‌شدگان است. این شدیدترین حمله اسرائیل به نوار غزه از سال ۲۰۱۹ بوده‌است.
به گزارش ارتش اسرائیل، شبه‌نظامیان فلسطینی بیش از ۲۰۰ موشک از نوار غزه به سوی اسرائیل شلیک کردند. سخنگوی ارتش اسرائیل اما تصریح کرد که سیستم دفاعی گنبد آهنین این کشور ۹۰ درصد این موشک‌ها را پیش از اصابت به هدف خنثی کرده‌است.
حدود یک سوم این موشک‌ها احتمالاً به نوار غزه بازگشته و در آنجا خسارات جانی به بار آورده‌اند. شلیک این تعداد موشک از نوار غزه به سوی اسرائیل غیرعادی و تقریباً بی‌سابقه است.
آنگونه که ارتش اسرائیل گزارش داده، یک ساختمان مسکونی در شهر اشکلون واقع در شمال نوار غزه مورد اصابت یکی از این موشک‌های بازگردانده‌شده از سوی اسرائیل قرار گرفته‌است. به گفته نیروهای امدادی شش نفر در این حمله زخمی شده‌اند.
- روز دوم (سه شنبه ۱۲ مه)

با آغاز دومین شب از حملات متقابل اسرائیل و فلسطینیان در نوار غزه، بر ابعاد و شدت حملات راکتی و بمباران‌های طرفین به میزان چشمگیری افزوده شده‌است.
ارتش اسرائیل شامگاه سه‌شنبه یک ساختمان ۱۳ طبقه را در نوار غزه منهدم کرد. ساعتی بعد، اسرائیل برج‌های مرتفع «الجوهره»، «السعده» و «الظفار» را نیز هدف قرار داد. خبرنگاران نظامی اسرائیلی گفته‌اند این نوع حملات در ساعات آتی ادامه خواهد یافت.
بمباران‌های سنگین اسرائیل پس از آن وسعت گرفت که حماس و جهاد اسلامی فلسطین حملات شدید راکتی خود را در ابعاد و تعدادی که این کشور در ۷۳ سال موجودیت خود تجربه نکرده‌است، افزایش دادند.
حملات وسیع راکتی سازمان‌های شبه‌نظامی فلسطینی، حتی دقایقی پیش از پایان ضرب‌الاجل آن‌ها به اسرائیل، که ساعت ۹ شب به وقت محلی بود، آغاز شد.
برای نخستین بار، فلسطینیان به بن‌گوریون، فرودگاه بین‌المللی اسرائیل، حمله راکتی کردند. تمامی پروازهای ورودی و خروجی به و از فرودگاه کاملاً متوقف شد و هر هواپیمایی که در آستانه نشستن بود، به سمت قبرس هدایت شد. مسئولان فرودگاه می‌گویند که این امر «موقتی» است.
«سرایا القدس»، شاخه نظامی سازمان جهاد اسلامی فلسطین و «»، شاخه نظامی حماس، دوشادوش یکدیگر، ده‌ها فروند راکت به سوی تل‌آویو، «رامات هشارون»، «جافا» (یا «یافو») و سایر مناطق موسوم به «گوش دان» در مرکز اسرائیل شلیک کردند. رسانه‌های اسرائیل می‌گویند شهر «گیوعاتاییم» نیز مورد اصابت قرار گرفته‌است.
در شبکه‌های اجتماعی اسرائیلی ادعا شده که خط لوله نفتی «اشکلون- ایلات» (که در زمان پادشاهی پهلوی در چارچوب همکاری نفتی ایرانی- اسرائیلی احداث شده بود)، به احتمال زیاد هدف این راکت بوده‌است.
زبانه‌های آتش از این مکان سر به آسمان کشیده و مخازن نفتی در حال سوخت، سایر رویدادهای دیگر را تحت تأثیر قرار داده‌است.
این ظاهراً سنگین‌ترین حمله راکتی به اسرائیل طی دهه‌های گذشته بوده‌است.
همچنین مسئولین حماس از جمهوری اسلامی ایران بابت ارسال موشک بدر ۳ قدردانی کردند.
- روز سوم (چهارشنبه ۱۳ مه)

فرماندهی اتاق عملیات مشترک گروه‌های مقاومت فلسطین در بیانیه‌ای اعلام کرد که نام «شمشیر قدس» را بر عملیات خود علیه اسرائیل و در حمایت از ساکنان قدس برگزید.
در این بیانیه آمده که گروه‌های مقاومت فلسطین در چارچوب عملیات شمشیر قدس، ضربات کاری به اسرائیل وارد کرد که سرآغاز این حملات از قدس صورت گرفت و سپس یک خودروی نظامی اسرائیل در شمال غزه سرنگون شد و پس از آن نیز حملات راکتی گسترده به حومه تل آویو و دیگر مناطق و شهرک‌های مجاور نوار غزه انجام شده‌است.
همزمان عملیاتی موسوم به عملیات محافظ دیوارها در اسرائیل منجر به کشته شدن ۶ فرمانده ارشد گروه‌های فلسطینی از جمله ابو عماد (رئیس گردان‌های عز الدین قسام) از جمله این افراد بود. همچنین ۸ برج مهم توسط جنگنده‌های اسرائیل نابود شدند که بانک اسلامی غزه نمونه ای از آنهاست.
- روز چهارم (پنجشنبه ۱۴ مه)

۳ راکت که از لبنان به اسرائیل شلیک شده که در دریای مدیترانه فرود آمد. فلسطینی‌ها برای نخستین بار از موشک عیاش با برد ۲۵۰ کیلومتر رونمایی کردند. تاکنون ۱۷۰۰ راکت به سمت اسرائیل شلیک شده که ۳۰۰ فروند در غزه فرود آمده و بیش از ۴۰۰ فروند در اسرائیل منجر به خسارات جانی و مالی شده.
شمار قربانیان حملات هوایی اسرائیل نیز به ۱۰۹ نفر رسیده.
ارتش اسرائیل در ادامه عملیات محافظ دیوارها ۷۰۰۰ نیروی ذخیره خود را فراخواند. با تجمع تانک‌ها و توپ‌ها در نزدیکی نوار غزه نگرانی‌ها از حمله زمینی اسرائیل به غزه افزایش یافته.
ارتش اسرائیل تاکنون به ۷ واحد حماس از جمله مرکز اطلاعاتی و رئیس مرکز پهپادی و ۴ آپارتمان فرمانده ارشد حماس حمله کرده‌است.

## واکنش‌ها
این بحران واکنش های زیادی را از سوی کشورهای جهان و سازمان ها در پی داشت:

### سازمان‌ها
- سازمان ملل متحد: سازمان ملل از اسرائیل خواست تا هرگونه اخراج برنامه ریزی شده را لغو کند و از "حداکثر خویشتن داری در استفاده از زور" علیه معترضان استفاده کند.[۴۵] شورای امنیت سازمان ملل متحد در ۱۰ مه برای بررسی این موضوع برای یک جلسه غیرعلنی تشکیل جلسه داد. آنها درباره صدور بیانیه ای بحث کردند که به دلیل نگرانی های ایالات متحده رد شد.[۴۶]
- اتحادیه اروپا: اتحادیه اروپا از هر دو طرف خواست تا تنش‌ها را کاهش دهند و بار دیگر تاکید کرد که "خشونت و تحریک غیرقابل قبول است و عاملان آن از همه طرف‌ها باید پاسخگو باشند".[۴۷]

### کشورها
- ایران: در ۹ مه، گاردین گزارش داد که مقامات ایرانی از سازمان ملل خواسته اند تا اقدامات پلیس اسرائیل را محکوم کند و آنها را "جنایت جنگی" توصیف کند.[۴۷] محمدجواد ظریف، وزیر امور خارجه در ۱۱ مه گفت که یورش به الاقصی «بزرگترین شاهد ماهیت نژادپرستانه و جنایتکارانه این نهاد غاصب است که همیشه عامل اصلی ناامنی و بی ثباتی در این منطقه بوده است.»[۴۸]
- آمریکا: در ۱۱ مه، جن ساکی، سخنگوی کاخ سفید، حملات موشکی به اسرائیل را محکوم کرد و افزود که حمایت رییس‌جمهور بایدن از "حق مشروع اسرائیل برای دفاع از خود و مردمش" "اساسی است و هرگز از آن چشم پوشی نخواهد کرد".  وی افزود که پرسنل کاخ سفید با مقامات اسرائیلی و فلسطینی درگیر بوده اند و کاهش تنش تمرکز اصلی کاخ سفید بوده است.[۴۹]

### اعتراضات

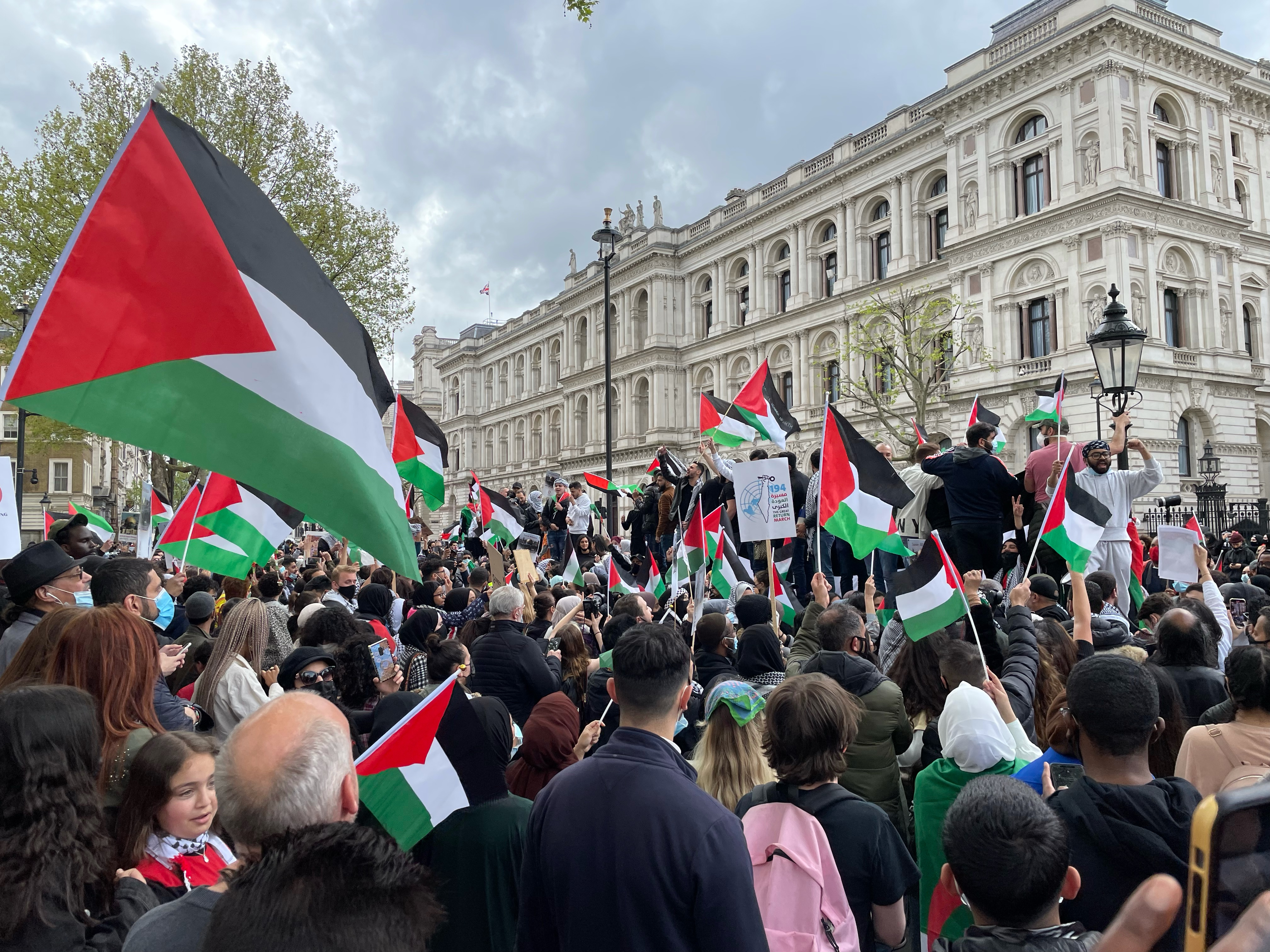
اعتراضات در حمایت از فلسطین در لندن، ۹ مه

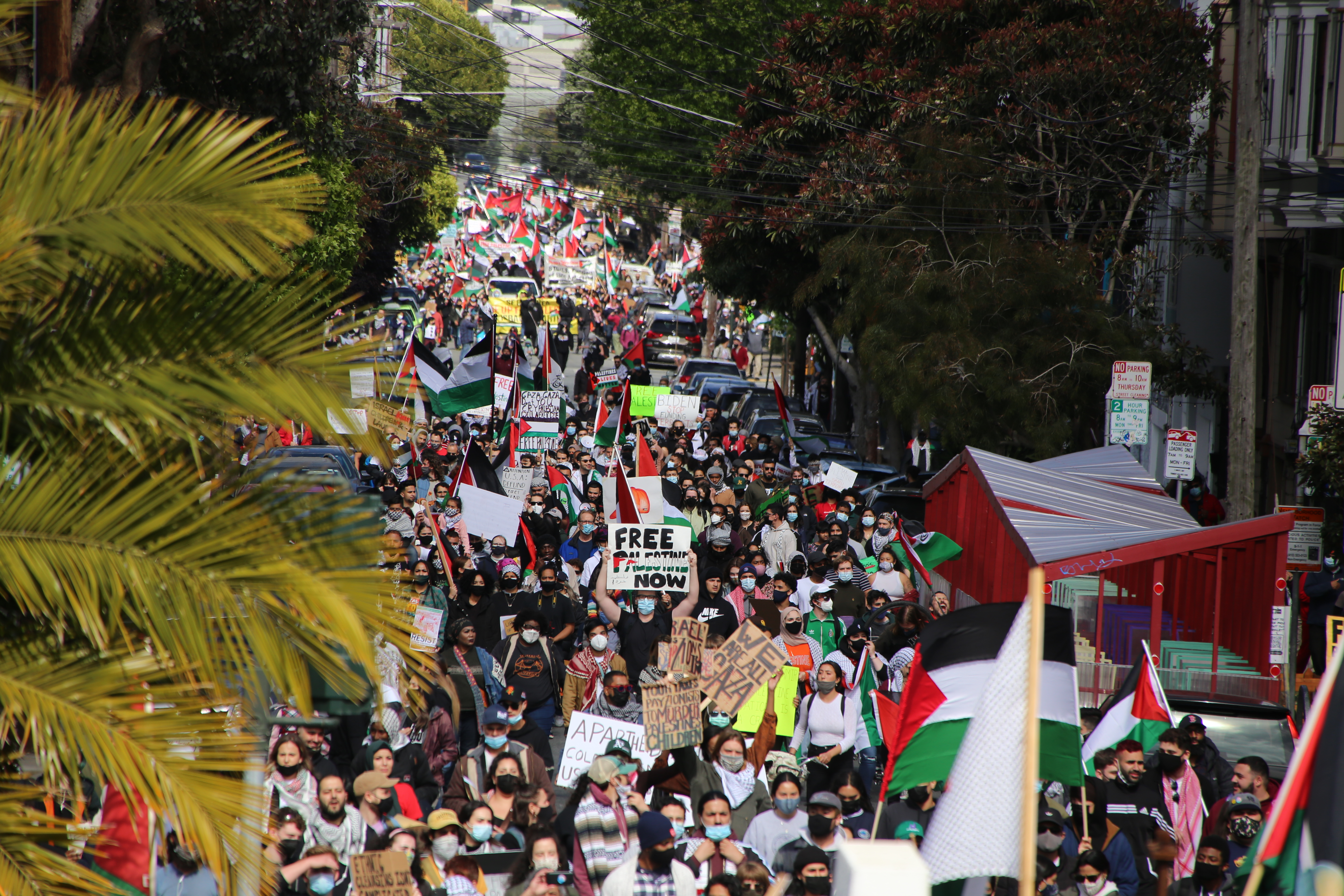
اعتراضات در حمایت از فلسطین در سان فرانسیسکو، ۱۶ مه

اعتراضات زیادی در حمایت از فلسطین در کشورهای مختلف شکل گرفت.

## آتش‌بس

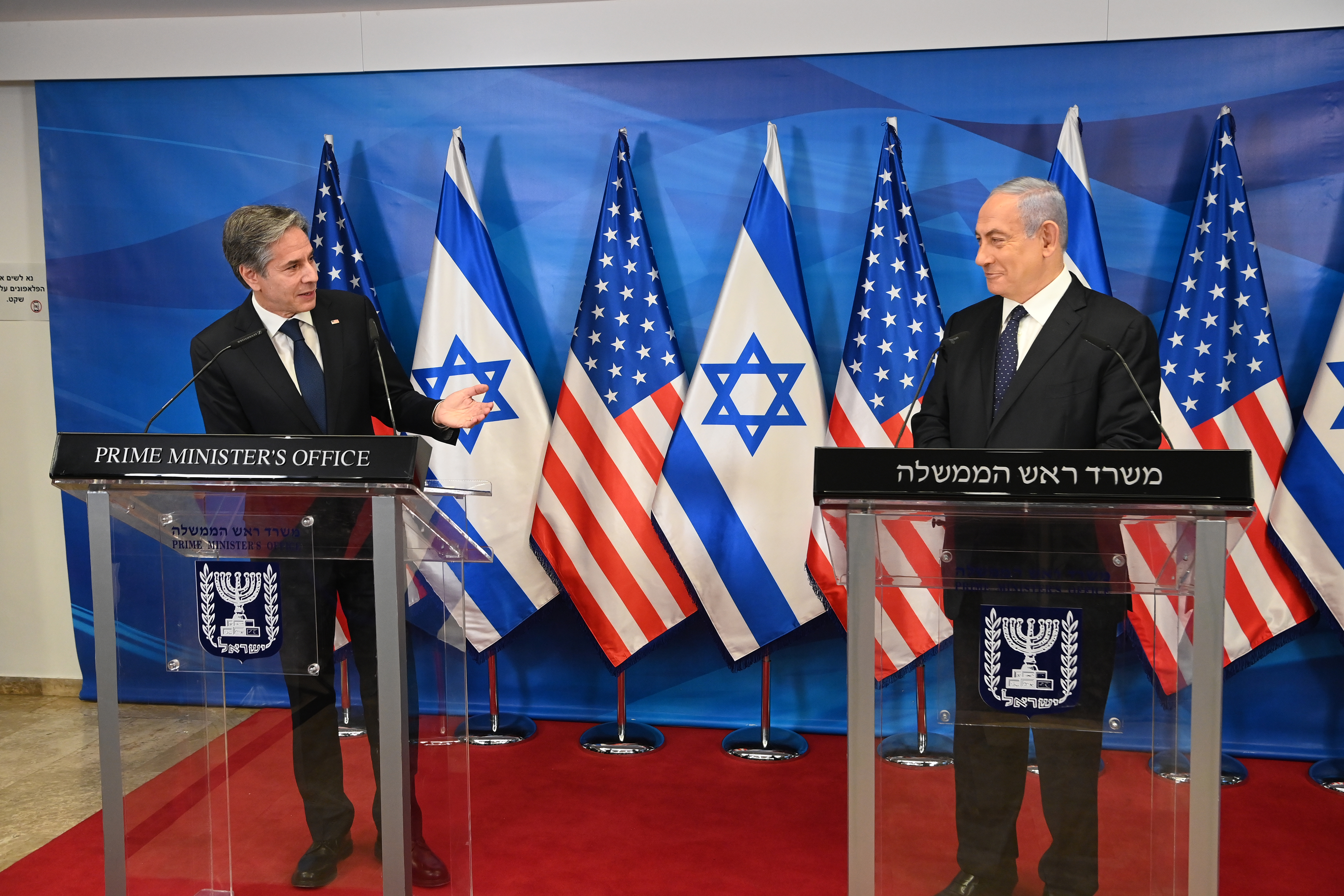
دیدار آنتونی بلینکن و بنیامین نتانیاهو در اورشیم، ۲۰۲۱

به گفته خبرگزاری آسوشیتدپرس در بامداد روز جمعه کابینه امنیتی اسرائیل با آتش‌بس موافقت کرد. رویترز گزارش داده بود که کابینه امنیتی اسرائیل قصد دارد روز پنجشنبه دربارهٔ پیشنهاد آتش‌بس یکجانبه در غزه رای‌گیری کند. ساعاتی پیش از اعلام آتش‌بس، اسرائیل یک حمله هوایی دیگر به غزه داشت که دست‌کم یک نفر کشته شد. ساعاتی بعد خبرگزاری‌ها به نقل از مقامات حماس از پذیرش آتش‌بس خبر داد. به این ترتیب چهارمین درگیری نظامی بین اسرائیل و حماس بعد از ۱۱ روز متوقف شد.
به گزارش رسانه‌های اسرائیلی تمام اعضای کابینه امنیتی توصیه مشاوران امنیتی یعنی رئیس کل نیروهای مسلح، مدیر امنیت داخلی (شاباک) مدیر امنیت خارجی (موساد) و رئیس شورای امنیت ملی مبنی بر پذیرش بدون قید و شرط آتش‌بس پیشنهادی مصر را قبول کردند. دفتر نخست‌وزیر اسرائیل ساعتی بعد از اعلام آتش‌بس گفت که این کشور پیشنهاد مصر برای آتش‌بس را پذیرفته و حملات نظامی علیه نیروهای حماس را در غزه متوقف می‌کند. گروهی از فلسطینیان ساکن باریکه غزه هم‌زمان با آغاز آتش‌بس پایان جنگ ۱۱ روزه را در خیابان‌های شهر غزه جشن گرفتند.